# Netanya

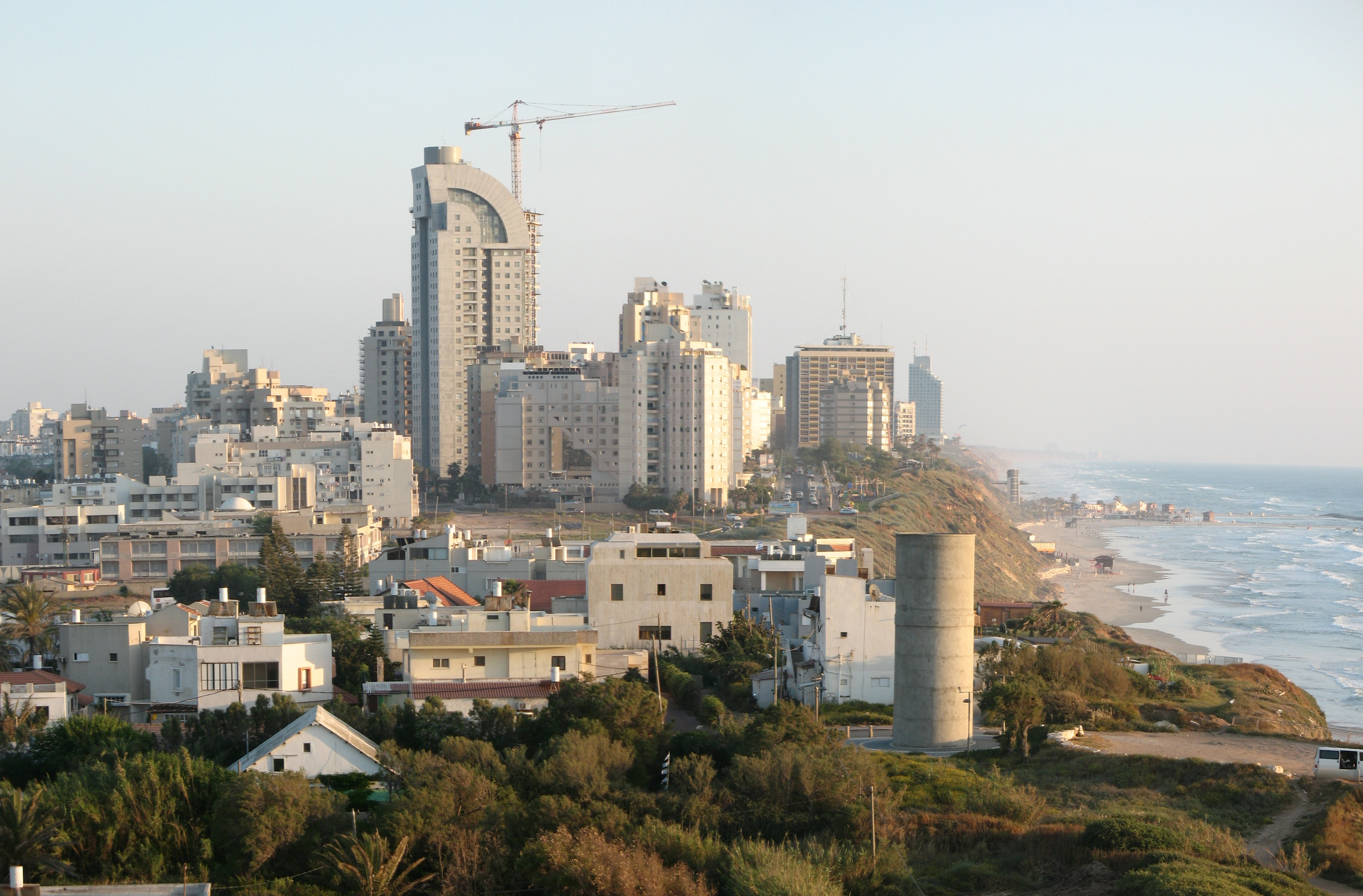
Bild från staden.

Netanya är en kuststad i Israel. Staden grundades 1929 av citronodlare på klipporna 20–40 meter över Medelhavet. 
Staden är uppkallad efter Nathan Strauss och ligger 30 km norr om Tel-Aviv och 50 kilometer söder om Haifa. Staden hade 2016 en beräknad folkmängd på 210 834 invånare. Den huvudsakliga näringen kommer från turism och diamanthandel. 
14 km från staden ligger Tulkarm, vilket ses som ett säkerhetsproblem. Stadens högsta byggnad är de två tornen Sea Opera (Heb: אופרה על הים).

## Historia
Staden grundades 18 februari 1929, men fick temporärt överges efter att araber attackerat den. I september samma år, kunde den första skörden emellertid bärgas. Den första barnhagen öppnade 1930, likaså den första affären. Under de kommande åren utarbetades en stadsplan, med ett turistdistrikt längs stranden, ett kommersiellt center i mitten och industri, jordbruk längre in. Innan 1934 hade nybyggarna byggt Shone Halahot-synagogan och Bialik-skolan. 1940 fick man den första rätten att välja ett råd. 
Den väpnade gruppen Islamiska jihad genomförde här ett självmordsattentat 5 december 2005 utanför ett köpcentrum. Under påsken 2002 dödade en palestinier 30 människor i ett självmordsattentat inne på Park Hotel i centrala Netanya. 140 skadades, varav 20 allvarligt. Hamas tog senare på sig dådet.

## Demografi
Staden består mest av invandrare från Europa och Nordamerika. Omkring 50% är sekulära judar, men stora grupper Tzanzer chassidier och anhängare av Chabad Lubavitch förekommer.

## Byggnader
Staden har ett större museum, The Well House och flera juvelmuseer och gallerier. 
IKEA:s första varuhus i Israel öppnades här 2001. Det förstördes dock vid en brand i början av februari 2011.

## Transport
Staden har en järnväg, som återfinns öster om riksväg 2. Tåg går till Tel Aviv, Binyamina, Hadera, Herzliya, Lod, Rehovot, Ashdod, Ashkelon m.fl. städer. 

## Sport
Stadens stora fotbollslag, Maccabi Netanya FC har en diamant som symbol. Basketlaget Elitzur Maccabi Netanya vann 2009 Liga Leumit (näst högsta) med 33 vunna och endast en förlorad match, vilket var rekord. EM i kortbanesimning ägde rum i staden 2015, och det var de första tävlingarna på israelisk mark.

## Vänorter
Stavanger i Norge är en vänort till staden, tillsammans med många andra. 

## Kända personer
Mer kända personer från staden är :
- Shiraz Tal
- Oded Machnes
- Mordechai Spiegler
- Alon Mandel
- Maya Buskila
- Imi Lichtenfeld
- Avi Shaked
- Dudu Erez
- Eli Finish
- Mariano Idelman